# Батонеби
Батонеби (груз.  ბატონები) — в грузинских мифах злые духи, насылающие инфекционные болезни.
Множественное число от батони, «господин, владыка», в грузинской мифологии собирательное название духов, приносящих инфекционные болезни.
Известны батонеби, приносящие корь (Цитела Батонеби), коклюш (Хвела Батонеби), оспу (Диди Батонеби), и другие.
Все батонеби считаются детьми древнего грузинского божества Нана.
В семье, один из членов которой болеет, готовят для угощения батонеби сласти, ставят украшенное подарками дерево «Батонеби», зажигают ореховое масло, завешивают красной тканью комнату больного, исполняют ритуальную песню-мольбу «Батонебо» (или «Иав Нана»).
Очень часто батонеби описываются как мусульманские наездники в белом одеянии, на коне. Вообще очень часто те, кто болели или кого наказывали батонеби, слышали топот копыт и испытывали жуткую боль от ударов их хлыстов.
Также «батонеби» называется группа фольклорных врачевальных песен, использующихся для лечения тяжёлых инфекционных болезней. Сохранившаяся языческая традиция.